# Acridoschema thomensis
Acridoschema thomensis är en skalbaggsart som beskrevs av Jordan 1903. Acridoschema thomensis ingår i släktet Acridoschema och familjen långhorningar.
Artens utbredningsområde är São Tomé. Inga underarter finns listade i Catalogue of Life.